# Кіштелек
Кіштелек (угор. Kistelek) — місто в Угорщині в медьє Чонград, адміністративний центр Кіштелекського округу.

## Історія
Село Кіштелек вперше згадується в хартії 1420 року.
1 березня 1989 року Кіштелек отримав статус міста.

## Населення
Згідно з переписом 2001 року, у місті проживало 7 573 осіб, 99 % з яких були угорцями.
| Угорщина | Це незавершена стаття з географії Угорщини. Ви можете допомогти проєкту, виправивши або дописавши її. |